# Robert Sutton (2e baron Lexinton)
Pour les articles homonymes, voir Robert Sutton.
Robert Sutton (6 janvier 1662 - 19 septembre 1723) est un diplomate anglais. 

## Famille
Il est le fils de Robert Sutton (1er baron Lexinton) et de sa troisième épouse Mary St. Leger. 
Le 14 septembre 1691, il épouse Margaret (décédée en avril 1703), fille de sir Giles Hungerford de Coulston (Wiltshire), dont il a trois enfants: 
- William George Sutton (1697- octobre 1713), décède à Madrid alors que son père y est ambassadeur
- Bridget Sutton (30 novembre 1699 - 1734), épouse John Manners (3e duc de Rutland).
- Leonora Cordelia Margueretta ( c. 1700 - octobre 1715)

## Carrière
Il sert comme capitaine d'une troupe de cheval, démissionnant de sa commission en 1686. Il est nommé chevalier du prince et de la princesse du Danemark (princesse Anne, future reine Anne) en 1690; poste dont il démissionne en février 1692/3. Lord Lexington appuie à la Chambre des lords l'élévation de Guillaume d'Orange sur le trône et est employé par ce roi à la cour et pour la Diplomatie  étant envoyé comme envoyé extraordinaire à l'électeur de Brandebourg en 1689. 
Il est nommé conseiller privé le 17 mars 1692 et est gentilhomme de la chambre du roi William de 1692 à 1702. Il est de nouveau envoyé à l'étranger en 1694 en tant qu'envoyé extraordinaire de la Cour à Vienne et reste en poste jusqu'à la conclusion du traité de Ryswick en 1697. Il est Lord du commerce de 1699 à 1702 et ambassadeur auprès de la Cour de Madrid de 1712 à 1713, lors des négociations du traité d'Utrecht. 
Sa nomination au Conseil privé n'est pas renouvelée lors de l'avènement de George Ier en 1714. Il est envoyé pour la dernière fois à l'étranger en 1718, en tant que ministre à Vienne. Il est décédé le 10 septembre 1723. 
Ses lettres de Vienne, sélectionnées et éditées par l'hon. HM Sutton, ont été publiés sous le titre Lexington Papers (1851). La baronnie de Lexington s'est éteinte à sa mort, mais ses domaines sont passés à Lord Robert et à Lord George Manners-Sutton, fils cadets de sa fille Bridget et de son mari John Manners (3e duc de Rutland).